# Аль-Фараби (Мактааральский район)
Аль-Фараби (каз. Әл-Фараби, до 2023 г. — 40 лет Казахской ССР) — село в Мактааральском районе Туркестанской области Казахстана. Входит в состав Мактааральского сельского округа. Код КАТО — 514477700.

## Население
В 1999 году население села составляло 675 человек (352 мужчины и 323 женщины). По данным переписи 2009 года, в селе проживало 757 человек (365 мужчин и 392 женщины).